# نسیم‌شهر

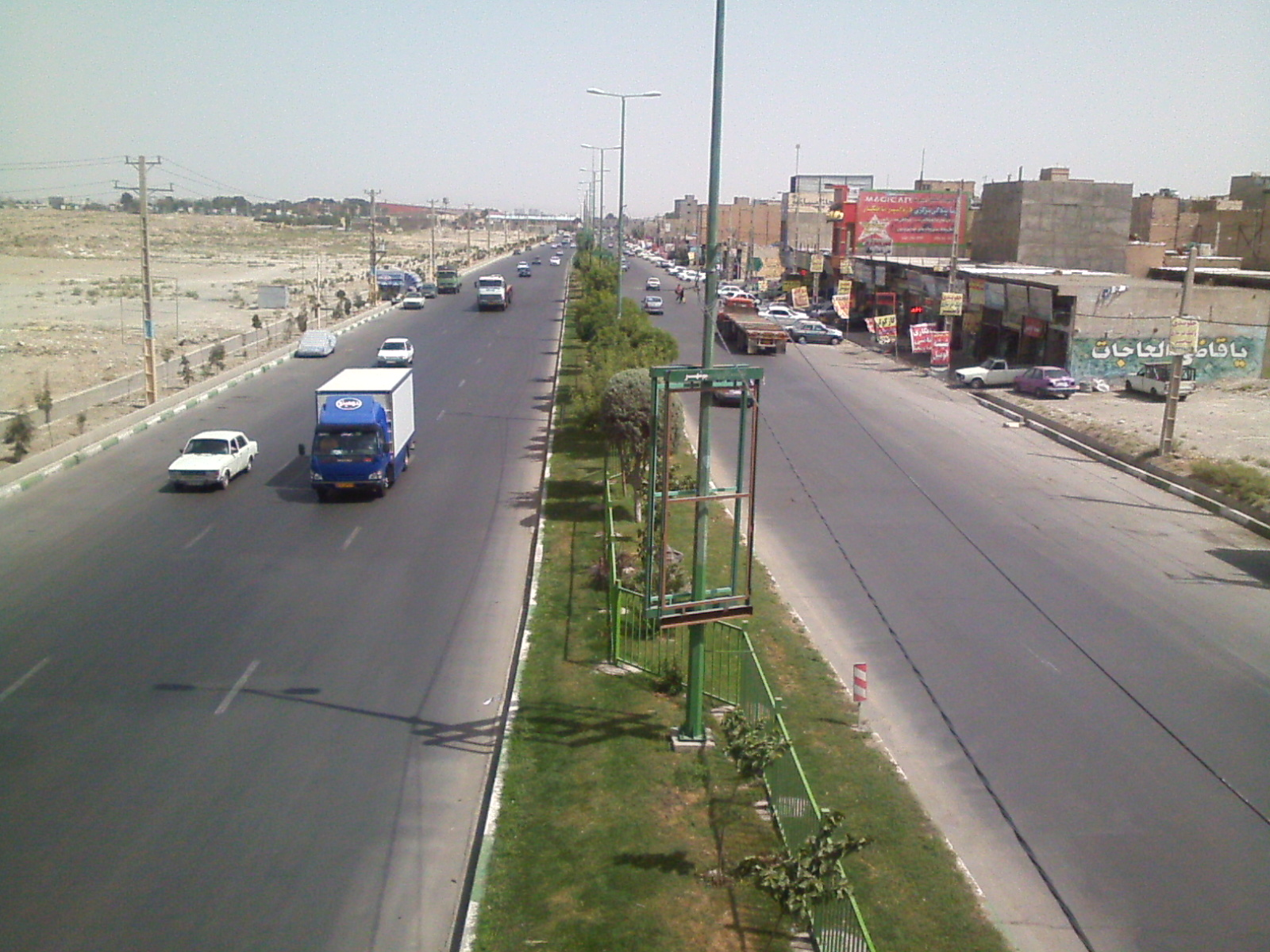
بلوار امام خمینی نسیم‌شهر

نسیم شهر، که قبلاً به نام اکبرآباد شناخته می‌شد، یکی از شهرهای استان تهران است و در شهرستان بهارستان قرار دارد. این شهر در جنوب غربی تهران واقع شده است و به دلیل قرابت به پایتخت، این منطقه از رشد جمعیتی سریعی برخوردار بوده و محلی برای اسکان افرادی است که به دنبال زندگی در محیطی آرام‌تر از شلوغی‌های پایتخت هستند.

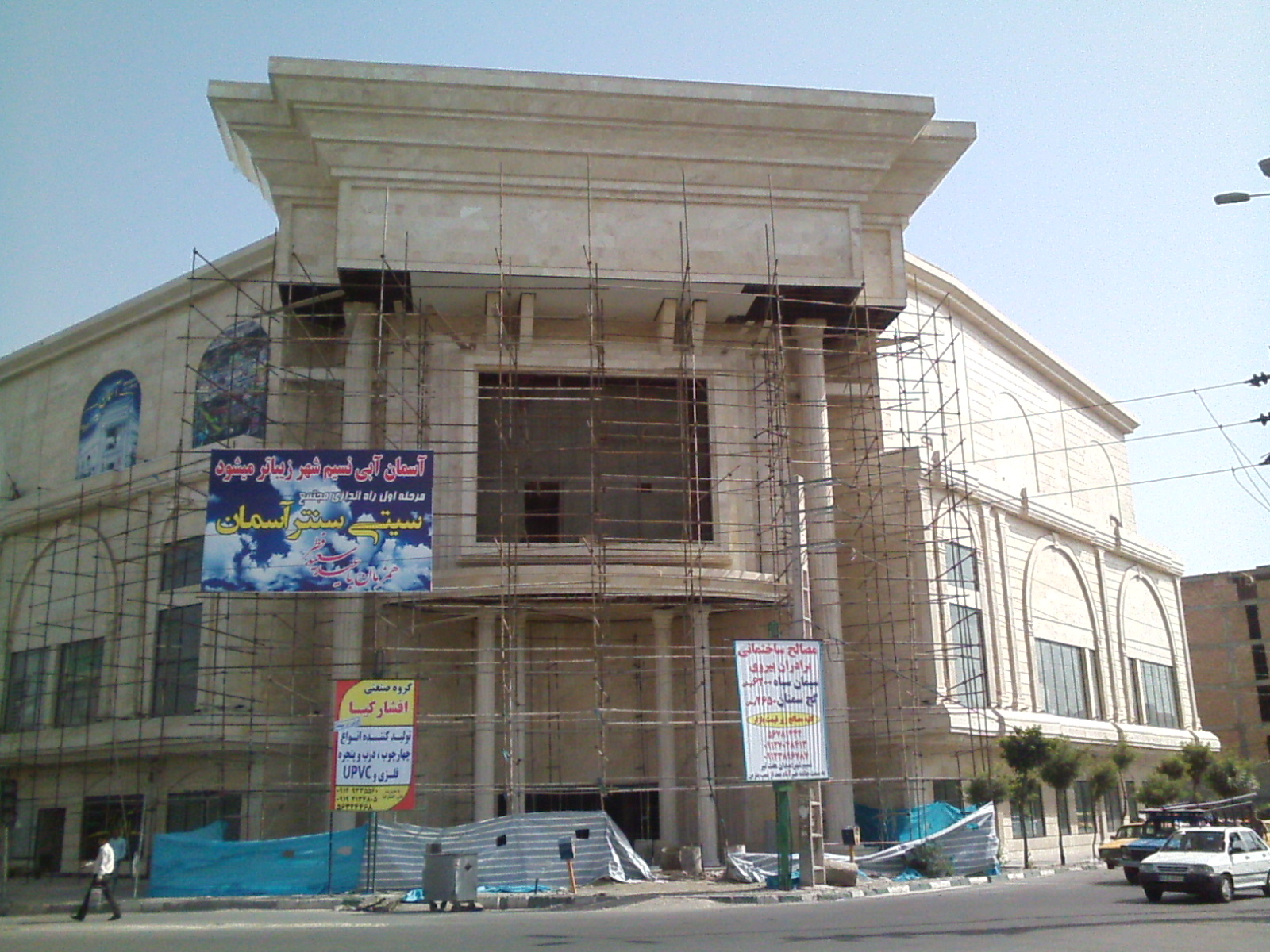
سیتی‌سنتر نسیم‌شهر

نسیم شهر دسترسی مناسبی به جاده‌ها و بزرگراه‌های اصلی دارد و می‌تواند به عنوان یک منطقه ی استراتژیک برای افراد شاغل در تهران تلقی شود. به مرور زمان و با توسعه‌ی شهرنشینی، نسیم شهر به خدمات شهری بهتری دست یافته است و انتظار می‌رود با گسترش زیرساخت‌ها و افزایش سرمایه‌گذاری‌ها، بیش از پیش مورد توجه قرار گیرد.
از جمله ویژگی‌های این شهر می‌توان به مساحت نسبتاً کوچک آن، جمعیت در حال افزایش و تنوع فرهنگی ساکنین اشاره کرد. همچنین، نسیم شهر به دلیل قرار گرفتن در حومه‌ی تهران، مشکلاتی مانند ترافیک و آلودگی را به میزان کمتری نسبت به مرکز شهر تجربه می‌کند.

## شهرها و روستاهای توابعنسیم شهر
- سعید آباد
- خیرآباد
- خیرآباد پایین
- همدانک
- اسماعیل آباد
- روستای تاجیک
- اورین بهارستان
- وجه اباد
- احمدآباد

## نگارخانه

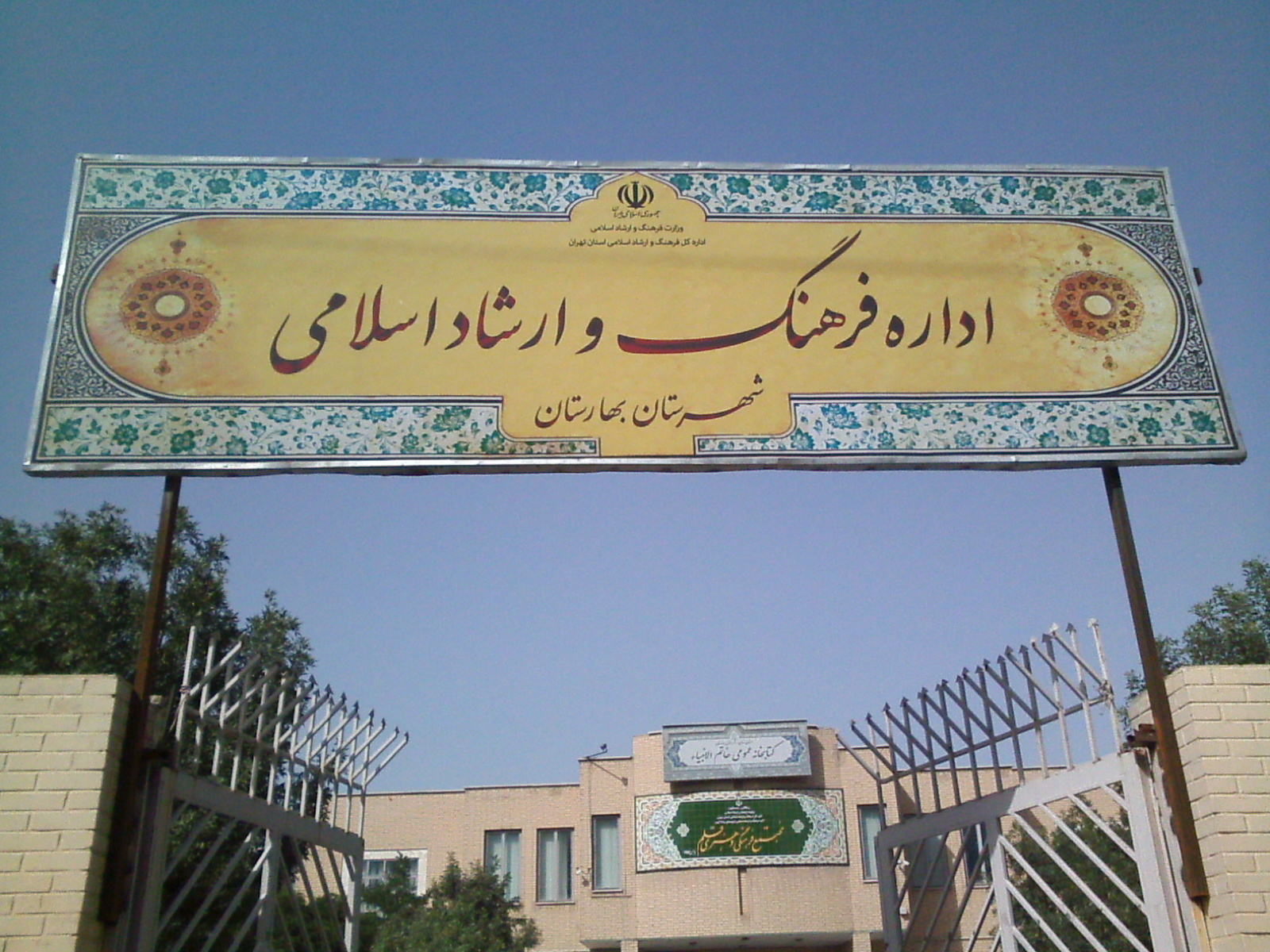
اداره فرهنگ و ارشاد نسیم شهر
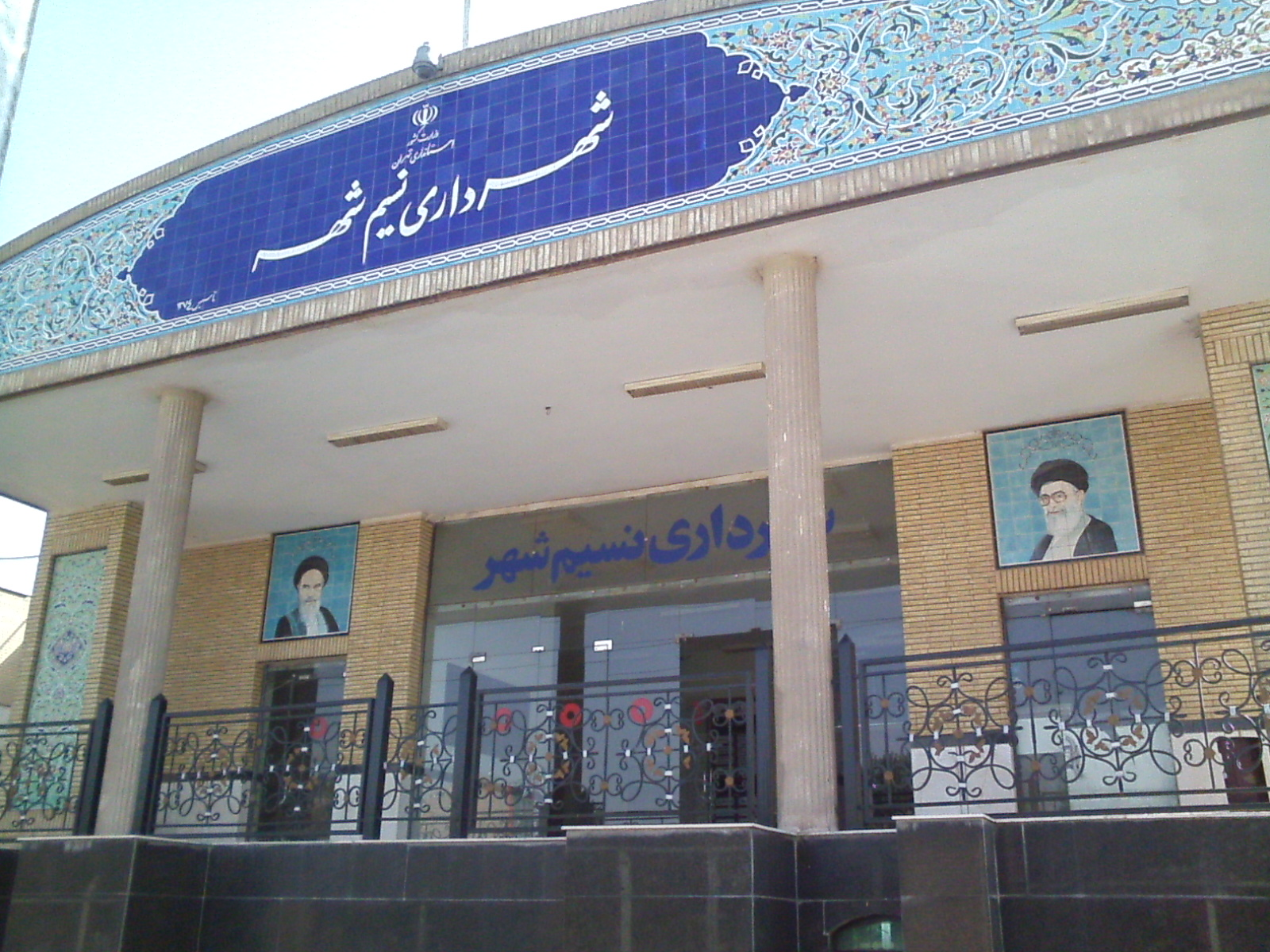
شهرداری نسیم شهر
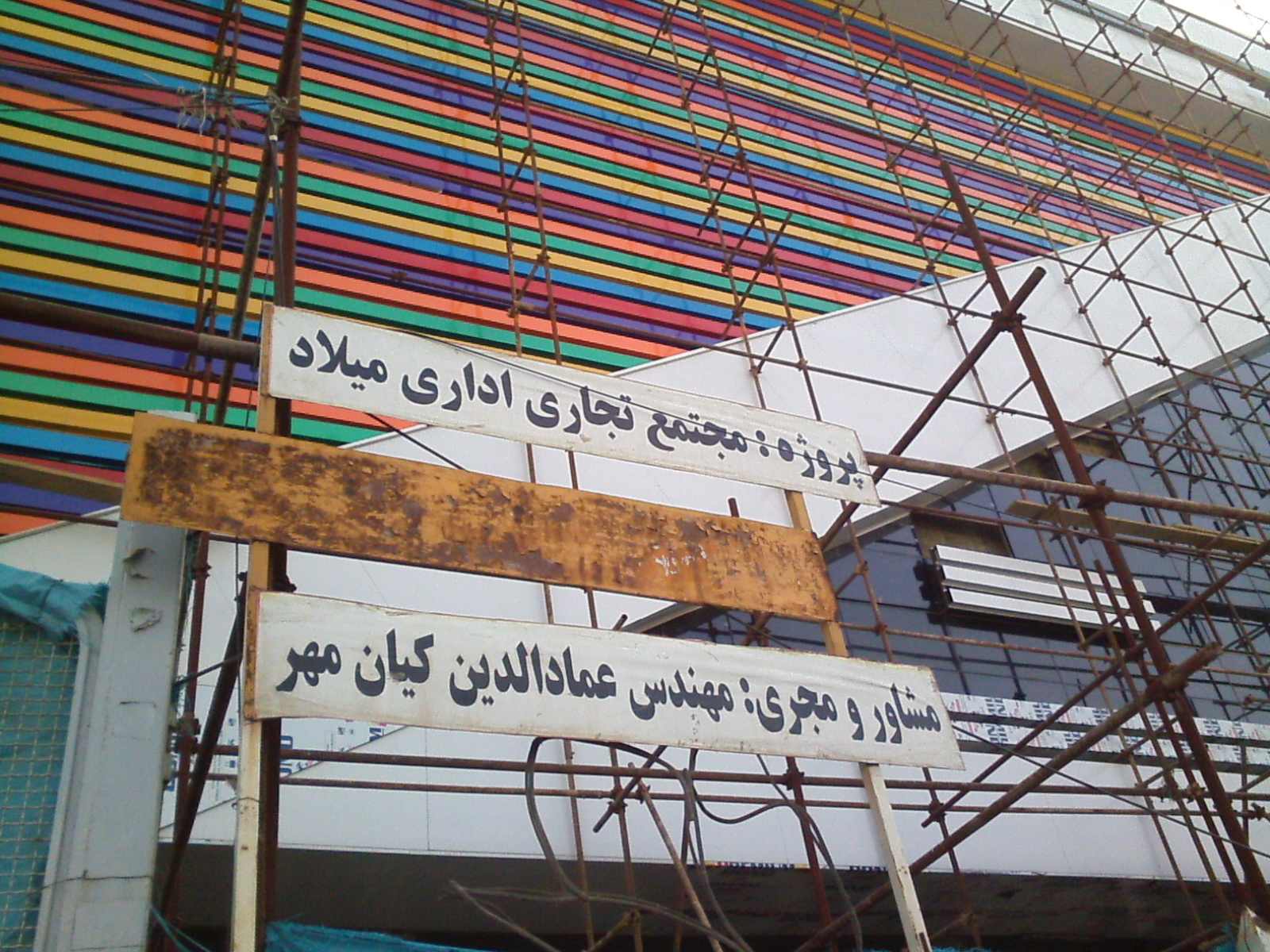
یکی از پاساژهای بزرگ شهر
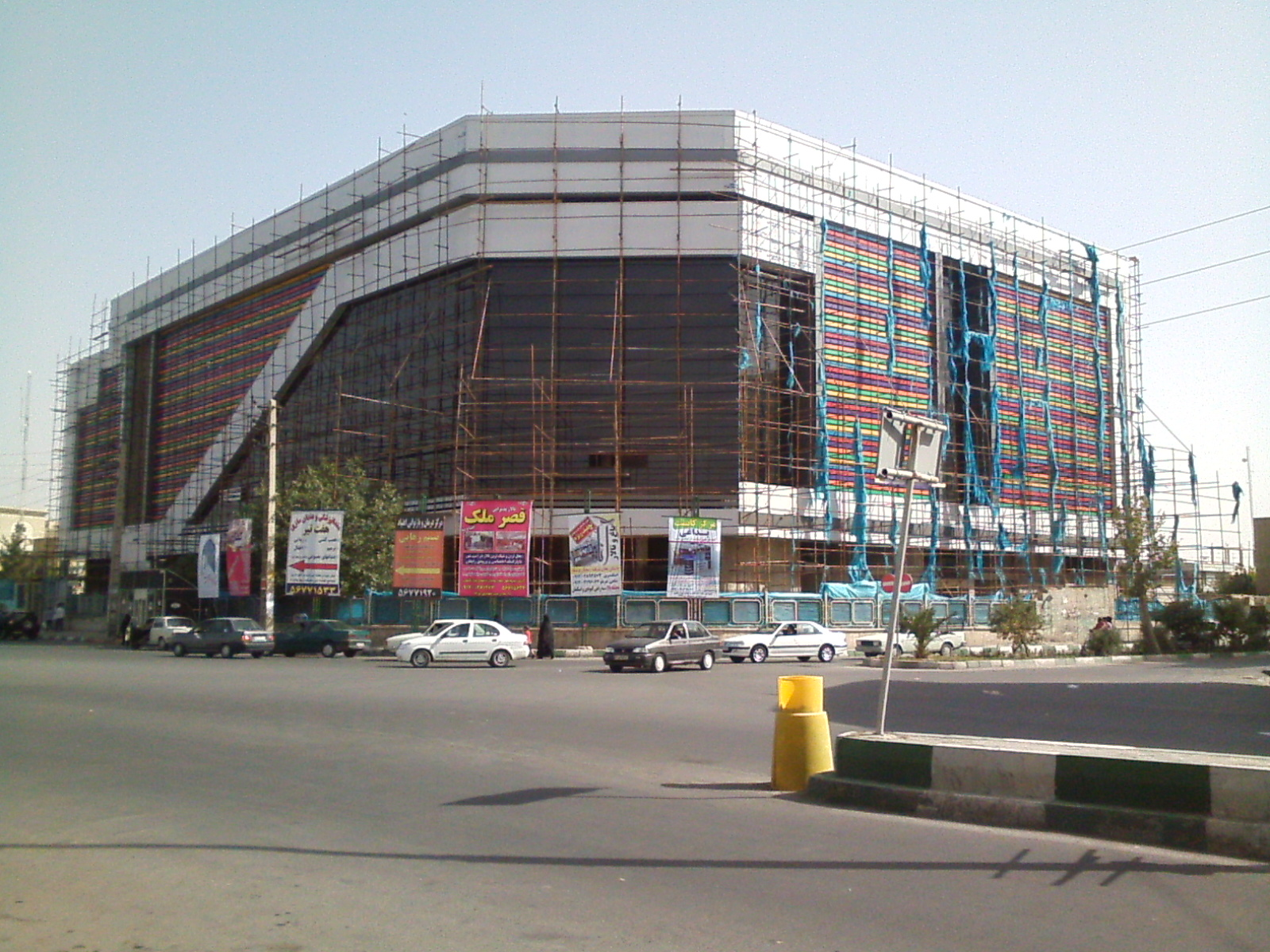
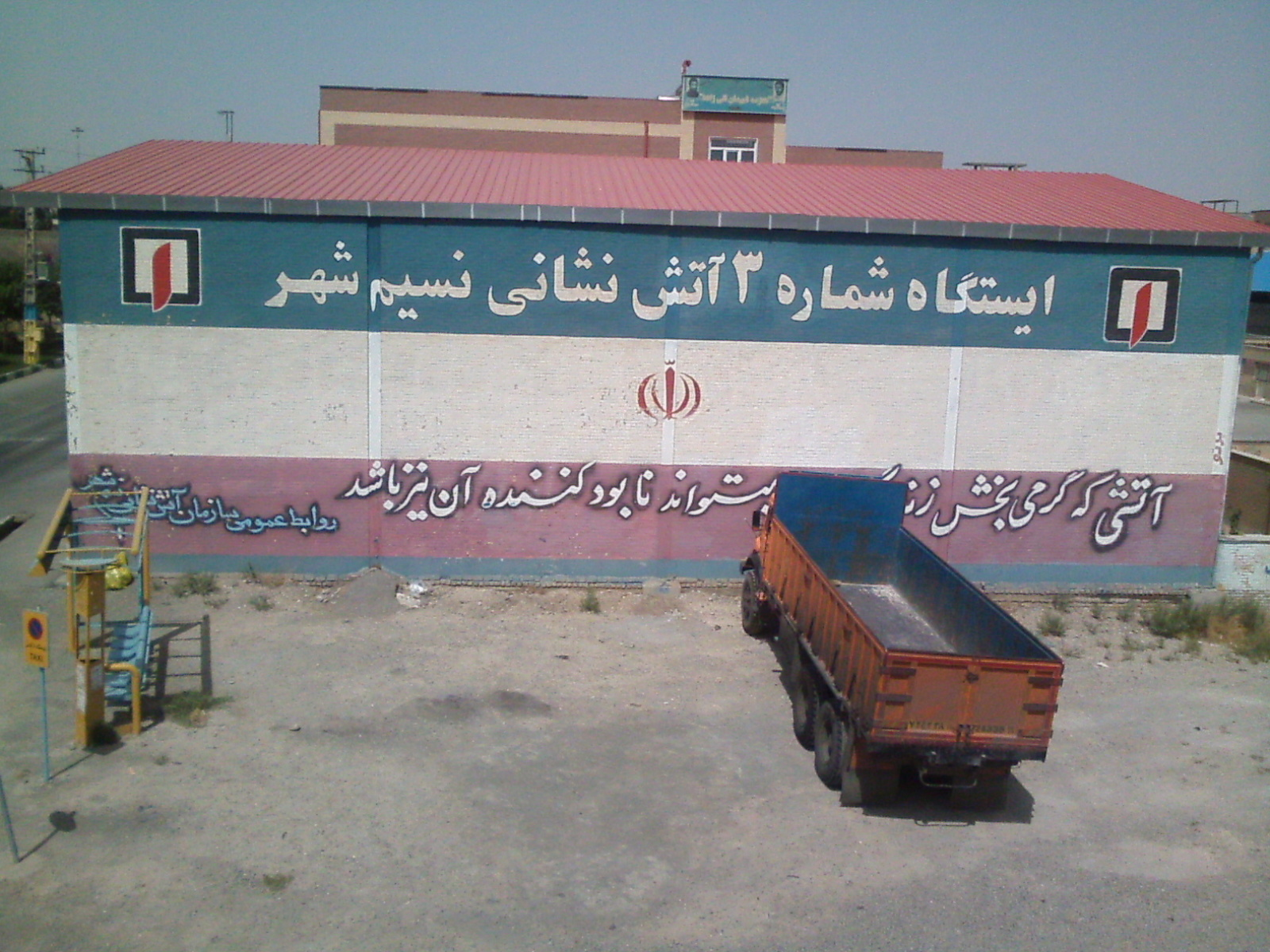
آتش نشانی نسیم شهر